# Ramaria kisantuensis
Ramaria kisantuensis är en svampart som först beskrevs av Pier Andrea Saccardo, och fick sitt nu gällande namn av Corner 1950. Ramaria kisantuensis ingår i släktet Ramaria och familjen Gomphaceae.   Inga underarter finns listade i Catalogue of Life.